# Darkwoods My Betrothed
Darkwoods My Betrothed (englisch Dunkelwälder meine Verlobte) ist eine finnische Black-Metal-Band aus Kitee.

## Geschichte
Die Band wurde im Jahre 1993 unter dem Namen Virgin’s Cunt (englisch Fotze einer Jungfrau) gegründet und veröffentlichte noch im selben Jahr das Demo Reborn in the Promethean Flame. Ein Jahr später änderte die Band ihren Namen in Darkwoods My Betrothed und veröffentlichte das Demo Dark Aureolis Gathering, das der Band einen Vertrag mit dem Plattenlabel Hammerheart Productions einbrachte. Am 15. März 1995 erschien das von Tuomo Valtonen produzierte Debütalbum Heirs of the Northstar. Ein Jahr später wechselte die Band zur deutschen Plattenfirma Solistitium Records. Am 3. Juni 1996 erschien das ebenfalls von Tuomo Valtonen produzierte Album Autumn Roars Thunder, bei dem der Stratovarius-Gitarrist Timo Tolkki als Gastmusiker zu hören ist. 1998 erschien schließlich das von Tero Kinnunen produzierte dritte Studioalbum Witch-Hunts über Spinefarm Records. Das Lied The Crow and the Warrior erschien auf einen Split-Single mit den Liedern Sacrament of Wilderness von Nightwish und Burning Flames Embrace von Eternal Tears of Sorrow. Die Single erreichte Platz eins der finnischen Singlecharts und wurde mit einer Goldenen Schallplatte ausgezeichnet. Dennoch löste sich die Band im Jahre 1998 auf. Der als Session-Keyboarder tätige Tuomas Holopainen stieg mit seiner Band Nightwish in den folgenden Jahren zu einer der erfolgreichsten europäischen Metalbands auf.
Im Jahre 2000 wurde über Cryonics Records die Kompilation Dark Aureoles Gathering veröffentlicht, die die beiden Reborn in the Promethean Flame und Dark Aureolis Gathering. Im gleichen Jahr erfolgte eine Wiedervereinigung der Band, an der mit Jouni Mikkonen nur ein Mitglied der Originalbesetzung beteiligt war. Bereits ein Jahr später löste sich die Band erneut auf. Im Jahre 2020 kam es zu einer erneuten Wiedervereinigung von Darkwoods My Betrothed. Neben den drei Originalmitgliedern Pasi Kankkunen, Jouni Mikkonen und Teemu Kautonen wurde der ehemalige Session-Keyboarder Tuomas Holopainen festes Bandmitglied. Das Schlagzeug übernahm Kai Hahto von der Band Nightwish als Studiomusiker. Im Juni 2021 wurde die Band von Napalm Records unter Vertrag genommen und veröffentlichte am 12. November 2021 ihr viertes Studioalbum Angel of Carnage Unleashed, welches Platz 22 der finnischen Albumcharts erreichte.
Am 9. Februar 2024 wurde verkündet, dass Kai Hahto nun als festes Bandmitglied eingestiegen ist.

## Diskografie

### Studioalben
| Jahr | Titel Musiklabel                               | Höchstplatzierung, Gesamtwochen, AuszeichnungChartsChartplatzierungen (Jahr, Titel, Musiklabel, Platzierungen, Wochen, Auszeichnungen, Anmerkungen) | Anmerkungen                                        |
| Jahr | Titel Musiklabel                               | FI | Anmerkungen                                        |
| ---- | ---------------------------------------------- | --- | -------------------------------------------------- |
| 1995 | Heirs of the Northstar Hammerheart Productions | — | Erstveröffentlichung: 15. März 1995                |
| 1996 | Autumn Roars Thunder Solistitium Records       | — | Erstveröffentlichung: 3. Juni 1996                 |
| 1998 | Witch-Hunts Spinefarm Records                  | FI24 (1 Wo.)FI | Erstveröffentlichung: 1998 Charteinstieg erst 2021 |
| 2021 | Angel of Carnage Unleashed Napalm Records      | FI22 (1 Wo.)FI | Erstveröffentlichung: 12. November 2021            |

### Sonstige
- 1993: Reborn in the Promethean Flame (Demo als Virgin’s Cunt)
- 1994: Dark Aureolis Gathering (Demo)
- 1999: The Eerie Sampler (Split-Album mit Wizzard, Gravferd und Raven )
- 2000: Dark Aureoles Gathering (Kompilation)
- 2021: In Evil, Sickness and in Grief (Single)
- 2021: Murktide and Midnight Sun (Single)